# Гвадалете
Гвадалете (ісп. Guadalete) — річка в Іспанії (провінція Кадіс). 
Витоки - у Сьєрра-де-Грасалема, впадає до Кадіської затоки Атлантичного океану. Довжина — 157 км. Площа басейну — 3 677 км². Середні витрати води 10 м³/с. 
На річці розташовані міста Херес-де-ла-Фронтера, Ель-Пуерто-де-Санта-Марія та Аркос-де-ла-Фронтера.